# Том Юдалл
Томас Стюарт «Том» Юдалл (англ. Thomas Stewart «Tom» Udall; нар. 18 травня 1948, Тусон, Аризона) — американський політик-демократ, сенатор США від штату Нью-Мексико з 2009 року.

## Біографія
У 1970 році він закінчив Prescott College. Юдалл вивчав право у Кембриджському університеті, після чого продовжив навчання в Університеті Нью-Мексико. Він був генеральним прокурором Нью-Мексико з 1991 по 1999 і представляв 3-й округ Нью-Мексико у Палаті представників з 1999 по 2009 рік.
Одружений, має доньку. Є членом Церкви Ісуса Христа Святих останніх днів. Його батько, Стюарт Юдалл, був міністром внутрішніх справ Америки з 1961 по 1969. Двоюрідний брат політика Марка Юдалла.